# Lista zabytków w Fontanie (Malta)
To jest lista zabytków w Fontanie na wyspie Gozo na Malcie, które są umieszczone na liście National Inventory of the Cultural Property of the Maltese Islands.

## Lista
| Nazwa zabytku                                     | Lokalizacja                                 | Współrzędne                                   | Nr na liście NICPMI | Zdjęcie |
| ------------------------------------------------- | ------------------------------------------- | --------------------------------------------- | ------------------- | ------- |
| Pralnie publiczne                                 | Triq tal-Għajn                              | 36°02′14,3″N 14°14′06,9″E/36,037307 14,235247 | 00004               |         |
| Nisza św. Antoniego z Padwy                       | "Carnation House", Triq L-Isptar San Ġiljan | 36°02′21,6″N 14°14′17,7″E/36,039346 14,238261 | 00939               |         |
| Pusta nisza (św. Józefa).                         | 43 Triq L-Isptar San Ġiljan                 | 36°02′20,3″N 14°14′15,4″E/36,038981 14,237606 | 00940               |         |
| Nisza św. Antoniego Opata                         | 48 Triq L-Isptar San Ġiljan                 | 36°02′20,1″N 14°14′14,8″E/36,038929 14,237431 | 00941               |         |
| Kościół parafialny pw. Najświętszego Serca Jezusa | 196 Triq tal-Għajn                          | 36°02′20,8″N 14°14′12,0″E/36,039111 14,236669 | 00942               |         |
| Nisza Naszego Zbawiciela                          | 111 Triq tal-Għajn                          | 36°02′21,0″N 14°14′13,7″E/36,039161 14,237146 | 00943               |         |
| Nisza Zwiastowania                                | 211 Triq tal-Għajn                          | 36°02′23,4″N 14°14′13,5″E/36,039821 14,237073 | 00944               |         |
| Nisza Matki Boskiej Bolesnej                      | Triq tal-Għajn / Trejqet Bieb il-Għajn      | 36°02′24,6″N 14°14′13,7″E/36,040155 14,237144 | 00945               |         |
| Nisza Matki Boskiej Bolesnej                      | 61 Triq tal-Għajn                           | 36°02′24,7″N 14°14′14,7″E/36,040186 14,237427 | 00946               |         |
| Pusta nisza (św. Pawła).                          | 51 Triq tal-Għajn                           | 36°02′25,1″N 14°14′14,0″E/36,040303 14,237222 | 00947               |         |
| Nisza Matki Bożej z Lourdes                       | 89 Triq il-Kappillan Ġiuseppe Hili          | 36°02′26,5″N 14°14′14,6″E/36,040687 14,237378 | 00948               |         |
| Nisza św. Józefa                                  | 266 Triq tal-Għajn                          | 36°02′27,5″N 14°14′13,9″E/36,040970 14,237196 | 00949               |         |
| Nisza Matki Bożej z Góry Karmel                   | Triq tal-Għajn (nad pralnią)                | 36°02′14,3″N 14°14′06,9″E/36,037307 14,235247 | 00950               |         |
| Pusta nisza                                       | "Dar Nazarett", Triq Santa Dminka           | 36°02′07,4″N 14°14′17,9″E/36,035395 14,238309 | 00951               |         |